# Hermano Lobo
Hermano Lobo (« Frère Loup ») est un journal hebdomadaire satirique espagnol fondé par Chumy Chúmez et paru de 1972 à 1976. Il est inspiré de l'hebdomadaire français Charlie Hebdo.